# Jack Findlay
John Cyril „Jack“ Findlay (* 5. Februar 1935 in Shepparton, Australien; † 19. Mai 2007 in Cannes, Frankreich) war ein australischer Motorradrennfahrer. Er gilt als einer der erfolgreichsten Privatfahrer in der Geschichte der Motorrad-Weltmeisterschaft.

## Karriere
Jack Findlay startete im Alter von 15 Jahren erstmals in einem Motorradcrossrennen. Da er dafür eigentlich zu jung war, nahm er den Namen seines Vaters an. Er arbeitete bis 1957 in einer Bank und ging dann nach Großbritannien, um sein Geld als Rennfahrer zu verdienen. Findlay arbeitete zunächst für BSA und Dunlop in der Renntechnik, 1959 startete er erstmals bei der Tourist Trophy auf der Isle of Man. Zu dieser Zeit lernte er seine langjährige Freundin Nanou Lyonnard kennen, die ihn bis 1978 begleitete.
Findlay startete in den Folgejahren auf verschiedenen Motorrädern in verschiedenen Hubraumklassen. 1966 konnte er internationale Aufmerksamkeit erregen, als er auf einer 500-cm³-Matchless in der WM-Gesamtwertung Dritter hinter Giacomo Agostini und Mike Hailwood wurde. 1968 belegte Findlay, ebenfalls auf Matchless, den zweiten WM-Platz hinter Agostini. Er wählte Anfang der 1970er Jahre Italien als Wohnort. 1971 konnte er beim Ulster Grand Prix auf einer Suzuki TR 500 den Lauf zur 500er-WM gewinnen. Dieser Erfolg war der erste Sieg für Suzuki und zugleich der erste eines Zweitakters in der WM-Geschichte der 500-cm³-Klasse. In der Saison 1971 wurde Findlay Fünfter der WM. 1973 erhielt er einen Werksvertrag von Suzuki und es gelang, ihm die Isle of Man TT zu gewinnen. Auch 1974 fuhr er für Suzuki, verlor seinen Werksvertrag 1975 aber an Barry Sheene.
1975 konnte sich Jack Findlay jedoch in der Formel-750-Europameisterschaft auf einer privaten Yamaha gegen Sheene durchsetzen. 1977 konnte er, wiederum auf Suzuki, auf dem Salzburgring einen weiteren 500-cm³-Grand-Prix-Sieg verbuchen. Im selben Jahr stürzte der Australier schwer und beendete schließlich 1978 seine Rennfahrerkarriere. Nach seiner Genesung und Trennung von seiner Freundin Nanou zog Findlay nach Vaucresson und arbeitete als Testfahrer für den französischen Hersteller Michelin in der Reifenentwicklung. Er heiratete die Witwe von Georges Monneret, Dominique Monneret.
Im Jahr 1987 erlitt Jack Findlay einen Unfall und beendete seine Tätigkeit als Testfahrer. 1992 wurde er von der FIM als Technischer Direktor unter Vertrag genommen. Diesen Posten hielt er bis 2001 inne.
Findlay starb im Frühjahr 2007 an einem Lungenemphysem. Ihm zu Ehren ist in seiner Heimatstadt ein Park mit einem Denkmal errichtet worden.

## Erfolge
- 1966 – 500-cm³-WM-Dritter auf Matchless
- 1968 – 500-cm³-Vize-Weltmeister auf Matchless
- 1973 – Formel 750-Dritter auf Suzuki
- 1974 – Formel 750-Dritter auf Suzuki
- 1975 – Formel 750-Meister auf Yamaha
- 3 Grand-Prix-Siege
- 2 Siege in der Formel 750
- 1 Isle-of-Man-TT-Sieg
- 1 Ulster-Grand-Prix-Sieg